# Železniční trať Číčenice – Týn nad Vltavou
Železniční trať Číčenice – Týn nad Vltavou (v jízdním řádu pro cestující označená společně s tratí Dívčice–Netolice číslem 193) je jednokolejná regionální trať. Provoz na trati byl zahájen 23. října 1898, pravidelná osobní doprava byla ukončena 14. prosince 2013 osobním vlakem číslo 38215, vedeným jednotkou Regionova. Od roku 2019 do roku 2021 byla osobní doprava provozována o prázdninových víkendech společností KPT Rail. Od roku 2015 je na trati provozována při zvláštních příležitostech osobní doprava společností Vltavotynská lokálka.[zdroj?] Přeložka trati v úseku Číčenice – Újezdec u Číčenic byla vybudována při stavbě Jaderné elektrárny Temelín v letech 1986–1989 v rámci rekonstrukce trati pro zvýšení kapacity tratě, maximální rychlosti a nosnosti těžkých nákladních vlaků v čele s lokomotivami řad 751 a 781.

## Zavedení samoobslužného způsobu odbavování cestujících
V roce 1996 byl zrušen u osobních vlaků doprovod vlakvedoucím. Na trať se začaly nasazovat upravené vozy 809, kde jízdenky prodával strojvůdce. Později, na jako jedné z prvních tratí v Česku, byl do motorových vozů dosazen automat na výdej jízdenek, označovače, vlakový rozhlas a tlačítka zastávky na znamení. V roce 2013 byl ve většině vozů dosazen nový systém, který vyhlašoval zastávky pomocí GPS a nový automat, který umožňoval platbu i InKartou.[zdroj?]

## Zastavení pravidelného provozu osobních vlaků
Dlouho se uvažovalo o zastavení osobního provozu, tak jako tomu bylo například na trati z Dívčic do Netolic. Společností JIKORD bylo stanoveno ukončení na 11. června 2011. V tu se dobu tak nestalo. V sobotu 14. prosince 2013 i přes nesouhlas mnoha občanů vyjel motorový osobní vlak na trať naposledy. Zastavení provozu pravidelných osobních vlaků na trati bylo společností JIKORD mimo jiné zdůvodněno požadavkem na navýšení dotačních prostředků ze strany Českých drah a s tím souvisejícím nahrazením železniční dopravy levnější autobusovou dopravou. Dalšími důvody byla nízká hustota obyvatel v dané oblasti a problematická dostupnost některých železničních zastávek. V železniční stanici Číčenice byla zajištěna návaznost na železniční dopravu (čekací doba na vlakové spoje činila 5–10 minut, u posledních spojů 30 minut), neexistence IDS ale způsobuje, že je potřeba více jízdenek a s tím souvisí i vyšší cena jízdného. JIKORD si od změny dopravní koncepce sliboval zkvalitnění dopravní obslužnosti dotčených obcí lepším umístěním autobusových zastávek oproti železničním. Celkové ušetřené náklady měly činit více než 3,8 milionů korun ročně.
Následky zastavení osobní dopravy pro cestujícího:
- Vyšší cena jízdenky při přestupu z vlaku – neexistence IDS[7][8]
- Není dodržen takt v jízdním řádu[9]
- V některých případech lepší umístění autobusových zastávek oproti železničním a jejich hustší rozmístění

## KPT Rail

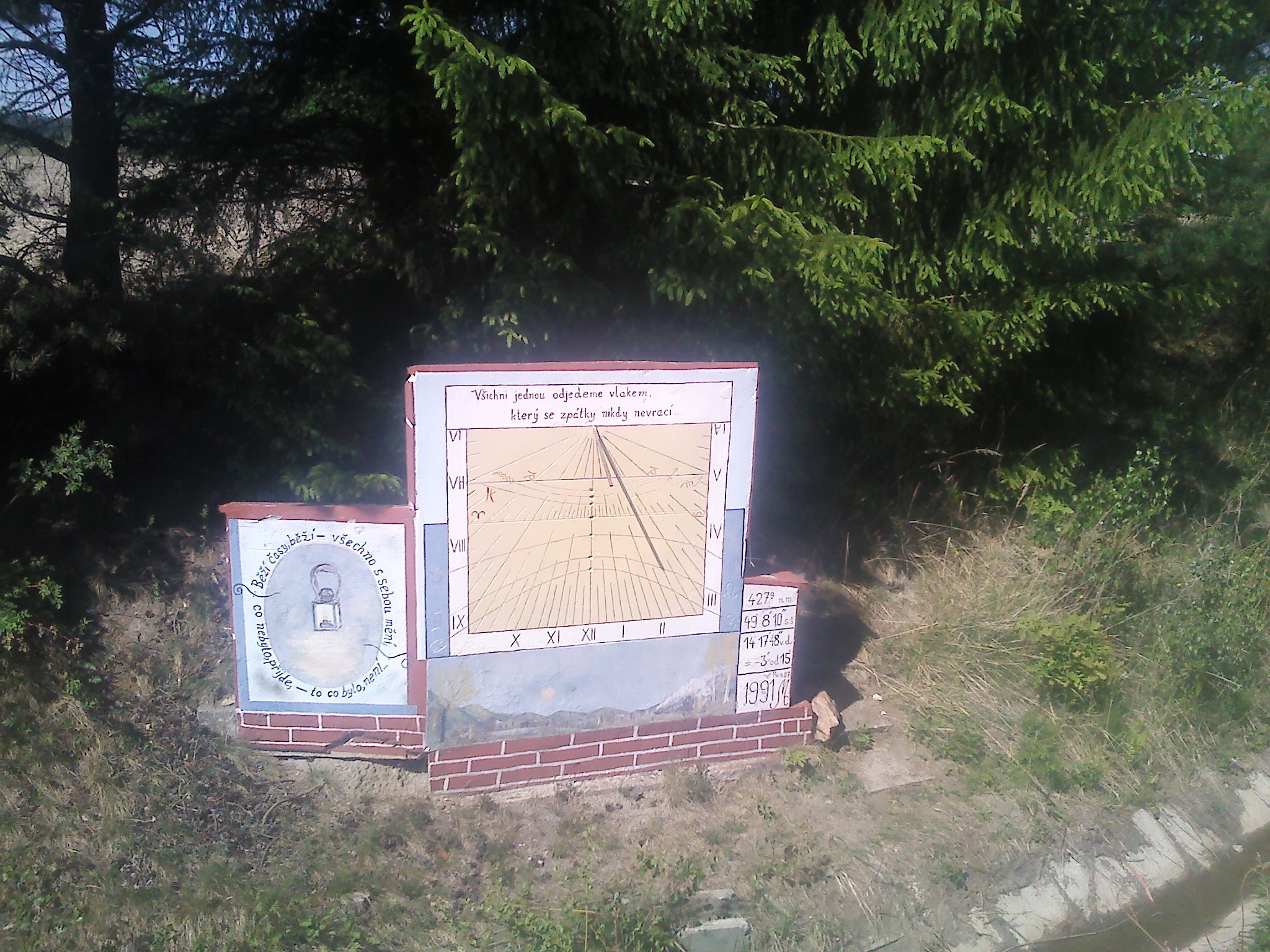
Sluneční hodiny na železniční zastávce Chvalešovice

V letní sezóně 2019 a 2020 zajišťoval pravidelné víkendové vlaky na trati Číčenice – Týn nad Vltavou dopravce KPT Rail. Přes léto 2019 se zde vystřídaly motorové lokomotivy 720.097 a 703.604 a motorové vozy 810.604 a 820.528 zpravidla ve 3 párech vlaků do Protivína, Netolic a nebo na Hlubokou nad Vltavou, případně pouze do Číčenic, ukázal se zde i mikulášský vlak a proběhlo zde několik doprovodných akcí. 10. ledna 2020 pak v Týně nad Vltavou (MDK Sokolovna) proběhla mezinárodní konference na téma Budoucnost regionální dopravy organizovaná KPT Railem, Railway Capitalem a spolkem Záhada lokálek.
V roce 2021 byl též v půlce června zahájen provoz vlaků KPT Railu, a to slovenským motorovým vozem 811, nicméně dopravce na tento vůz neměl platný průkaz způsobilosti a musel vůz odstavit. Nejprve byla zavedena náhradní autobusová doprava, od července byl provoz bez náhrady zastaven.

## Nostalgické, sezónní a zvláštní vlaky
Po zastavení pravidelné osobní dopravy byly od roku 2014 na trati provozovány příležitostné nostalgické vlaky a to nejen do Týna nad Vltavou (např. na Týnskou pouť), ale rovněž na vlečku temelínské elektrárny.

## Nákladní doprava do JE Temelín a uhelných skladů v Týně nad Vltavou
V úseku Číčenice – JE Temelín jezdí pravidelně každé ráno od pondělí do pátku manipulační vlak do jaderné elektrárny. Ale zbytek tratě Temelín – Týn nad Vltavou má téže své využití. Dopravuje se tudy uhlí lokomotivou 708 nebo 742/743.[zdroj?].
V poslední době[kdy?] se na tomto úseku konaly udržovací práce nemalých rozměrů, které přinesly lepší vizuální a technický stav tratě.[zdroj?]

## Navazující tratě

### Číčenice
- Železniční trať Plzeň – České Budějovice
- Železniční trať Číčenice–Volary

## Stanice a zastávky

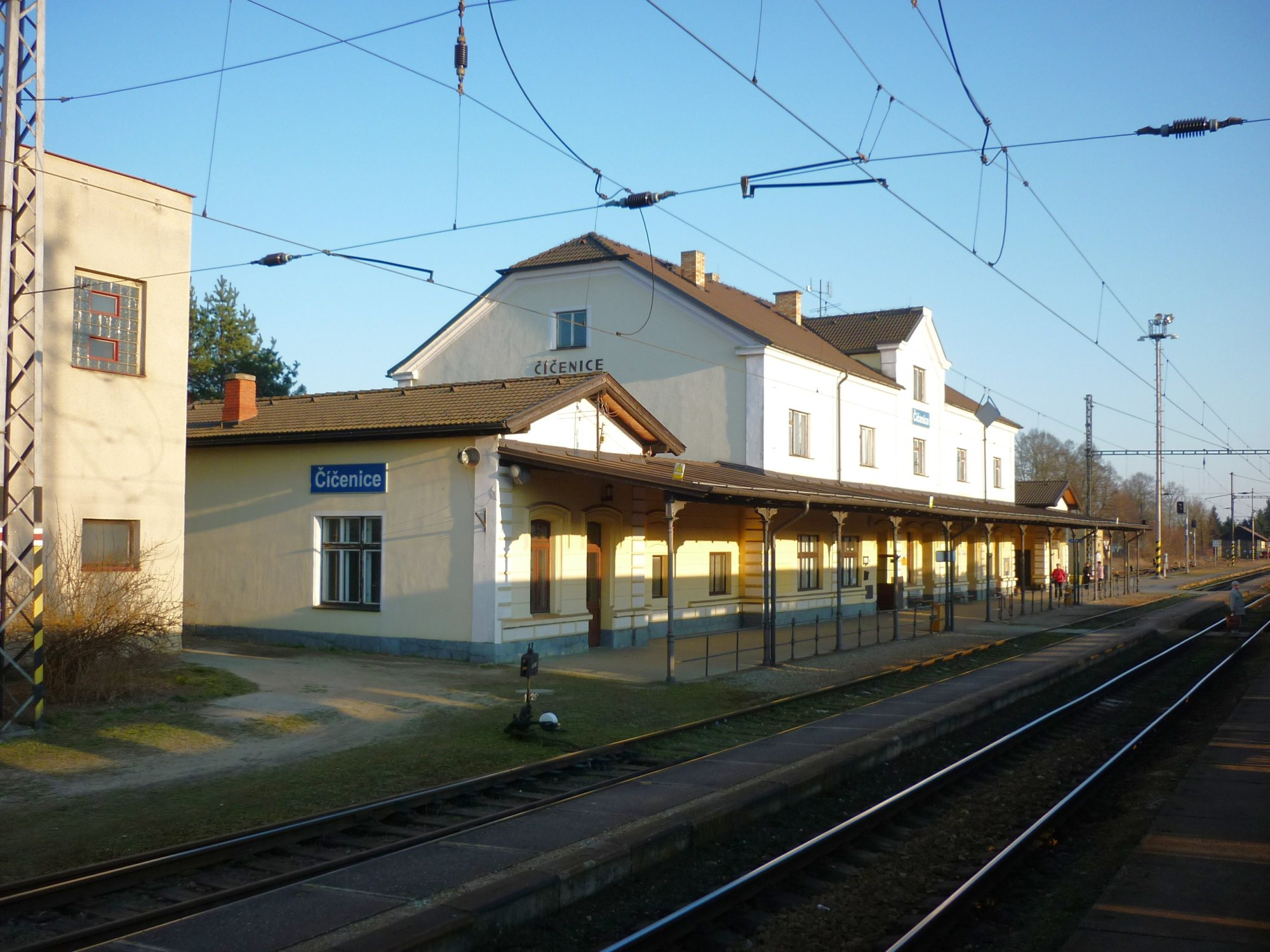
Číčenice
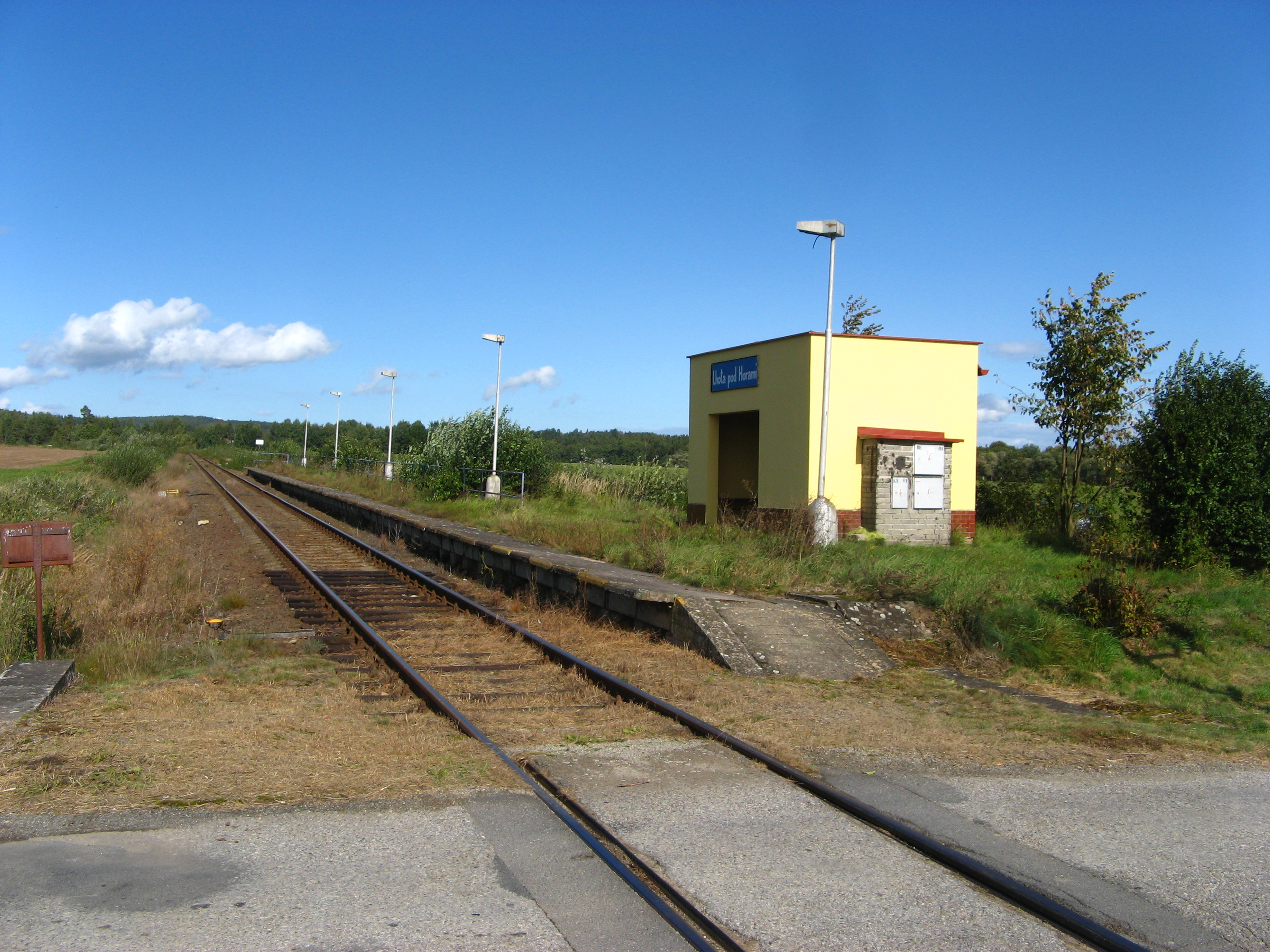
Lhota pod Horami
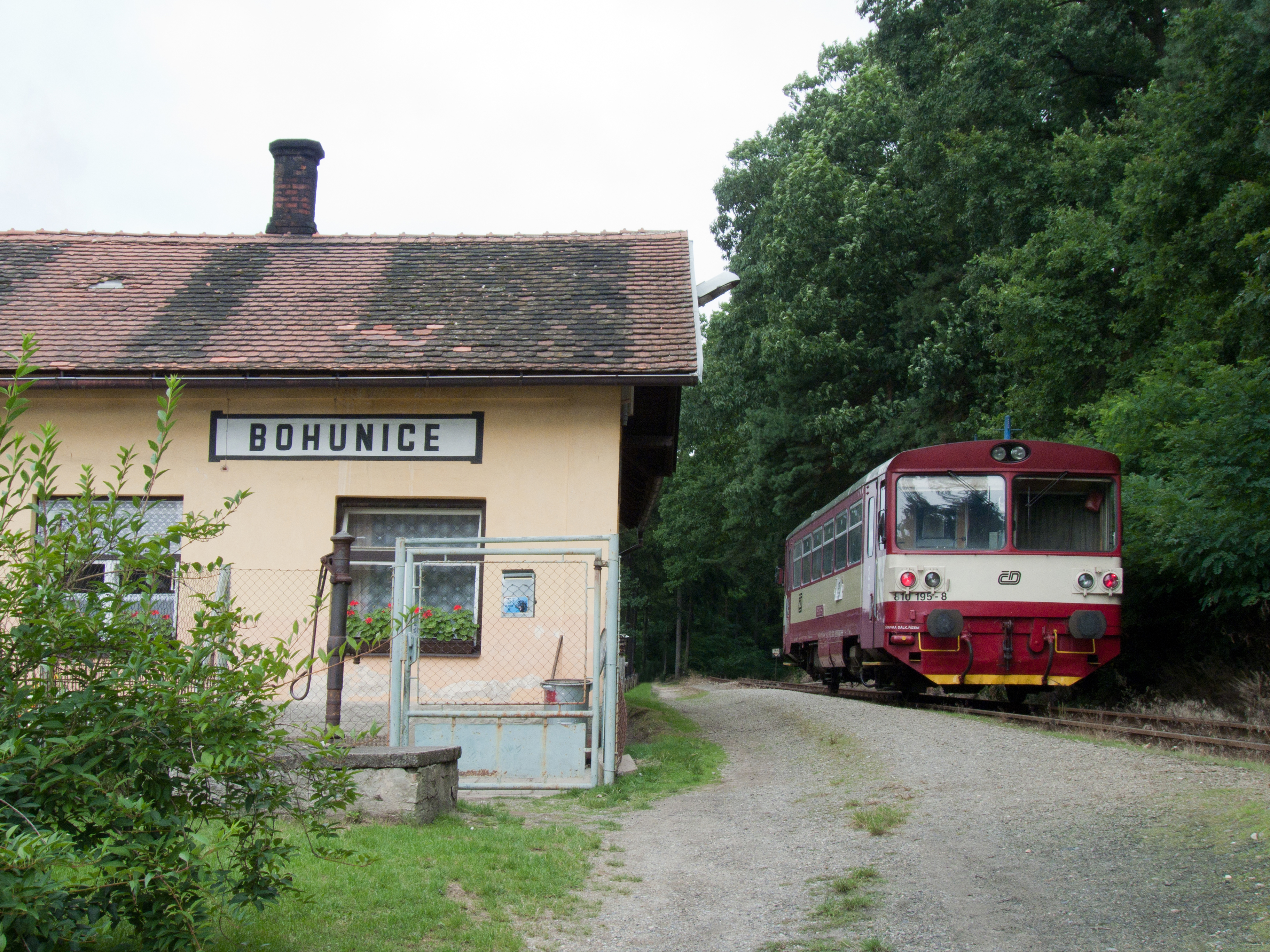
Bohunice
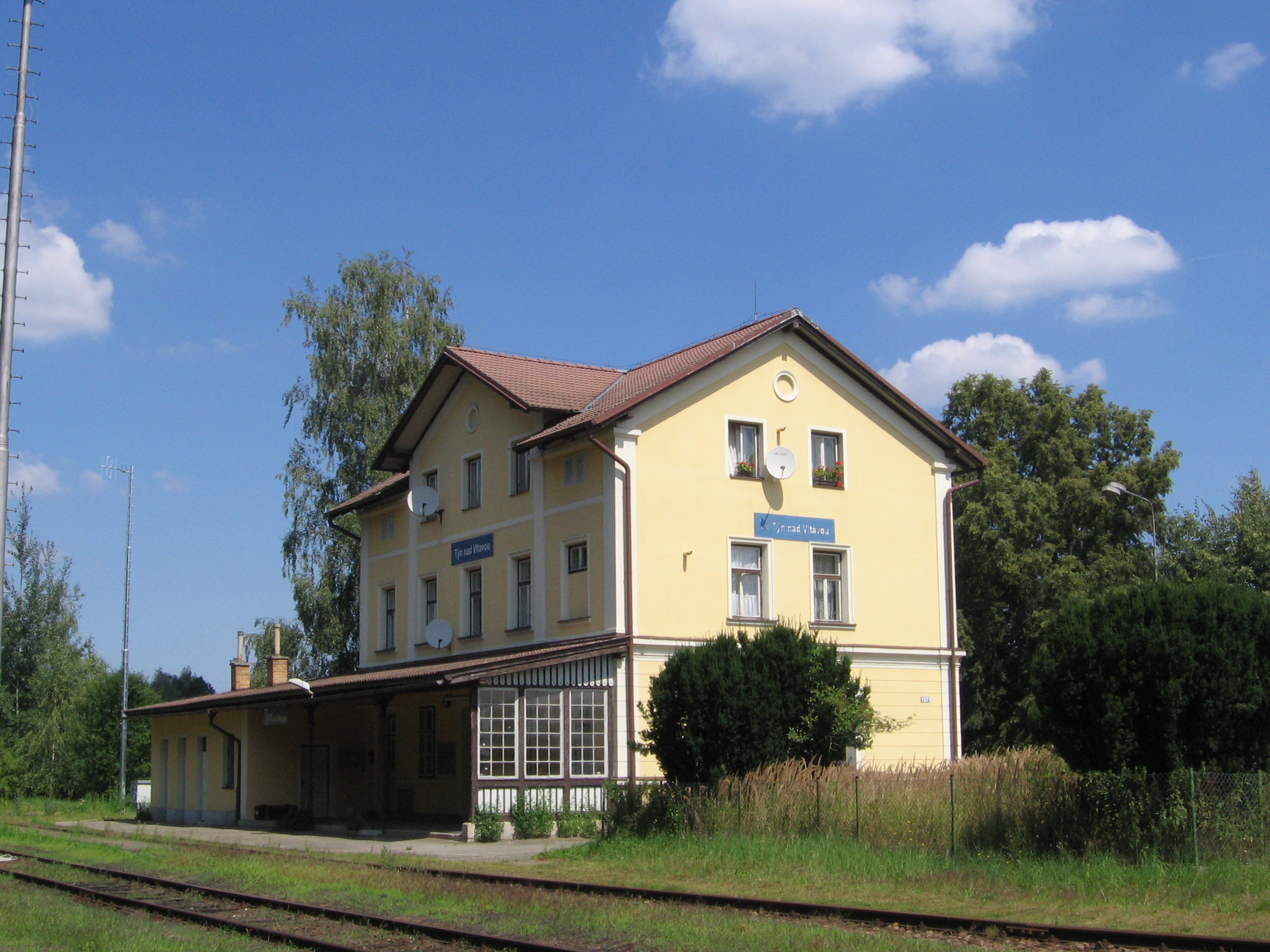
Týn nad Vltavou